# Damage Theory
Damage theory je treći album sajber metal benda Illidiance, objavljen 2010. godine.

## Spisak pesama
1. "Hi-Tech Terror" - 3:33
2. "Critical Damage" - 3:27
3. "Breaking The Limit" - 3:44
4. "New Millenium Crushers" - 3:52
5. "I Want to Believe " - 3:36
6. "Cybergore Generation" - 3:19
7. "Cybernesis" - 4:36
8. "Infected" - 3:32
9. "Fading Away" - 4:20
10. "Mind Hunters" - 3:27
11. "Razor To The Skin" - 4:25

## Bonus pesme
1. "Neuron Electric Incs." - 4:05
2. "Neon Rebels" - 4:39

## Članovi benda
- Arteom Shkurin (Syrex) - Vokal (klin i skrim)
- Dmitry Shkurin (Xyrohn - Vokal (skrim), gitara, osnivač
- Evgeniy Nesterov (Neutrino) - Bas gitara
- Anton Brezhnev (Cyclone) - Bubnjevi